# Типоразмер N

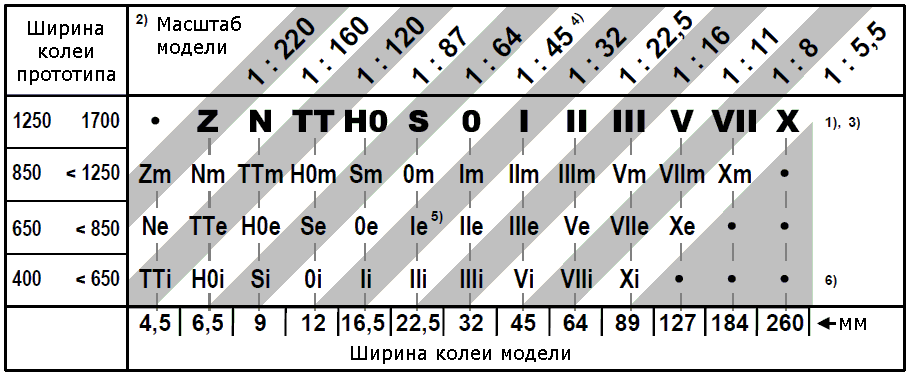
Таблица соответствия масштабов, значений ширины колеи и типоразмеров по стандарту NEM 010

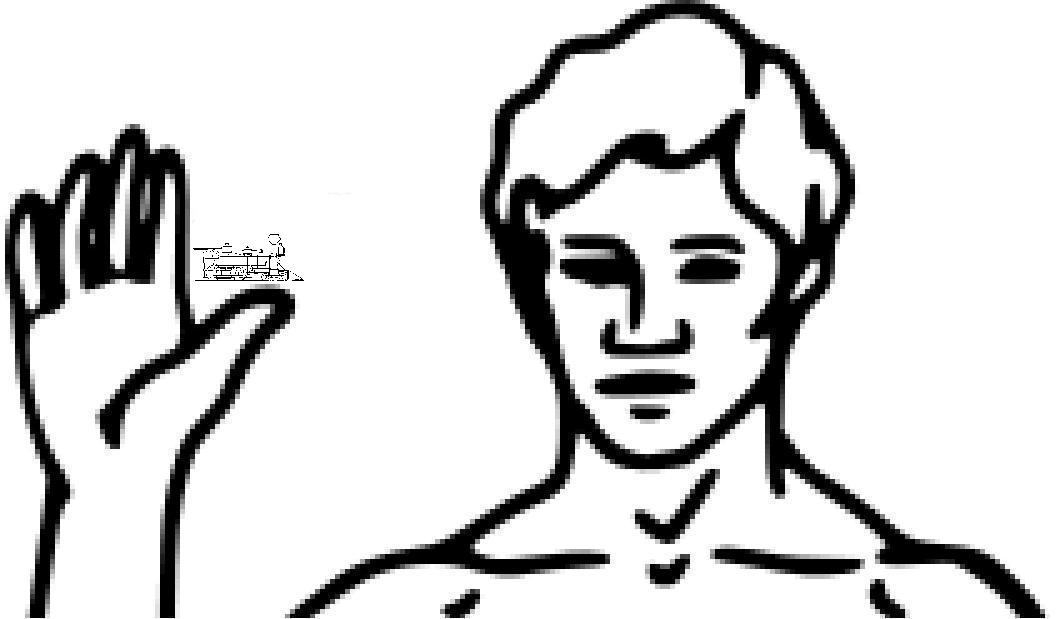
Размеры моделей типоразмера N относительно размеров человека

N (нем. Neun — девять) — типоразмер железнодорожных моделей в масштабе 1:160. Ширина колеи для этого типоразмера равна 9 мм.  Является одним из самых распространённых типоразмеров, так как получающиеся макеты имеют малые размеры.

## Ширина колеи
Стандартные значения ширины колеи для моделей железных дорог в типоразмере N, включая узкоколейные, согласно стандарту NEM 010, представлены в таблице:
| Название | Колея, мм | Ширина колеи прототипа, мм |
| -------- | --------- | -------------------------- |
| N        | 9         | 1250 — 1700                |
| Nm       | 6,5       | 850 — 1250                 |
| Ne       | 4,5       | 650 — 850                  |

## История
Хотя поезда и аксессуары аналогичного масштаба существовали ещё в 1927 году, современные серийные модели типоразмера N впервые были выпущены компанией Arnold в 1962 году.  В отличие от других типоразмеров и масштабов, в течение двух лет производители моделей в типоразмере N самостоятельно определяли всё: от ширины колеи и напряжения до высоты вагонов и типа сцепок. Так компания Arnold разработала широко распространённую сейчас сцепку «Rapido».  Позже её было разрешено использовать и другим производителям. Благодаря этому был установлен общий стандарт для соединения подвижного состава. 
Колея и прочие компоненты для типоразмера N также часто используются с бо́льшими типоразмерами, особенно с H0e (узкая колея H0). Также колея типоразмера N используется с типоразмером Z для моделирования метровой колеи. Часто поезда и строения в типоразмере N используются для создания иллюзии, что объект находится дальше, чем на самом деле.

## Галерея

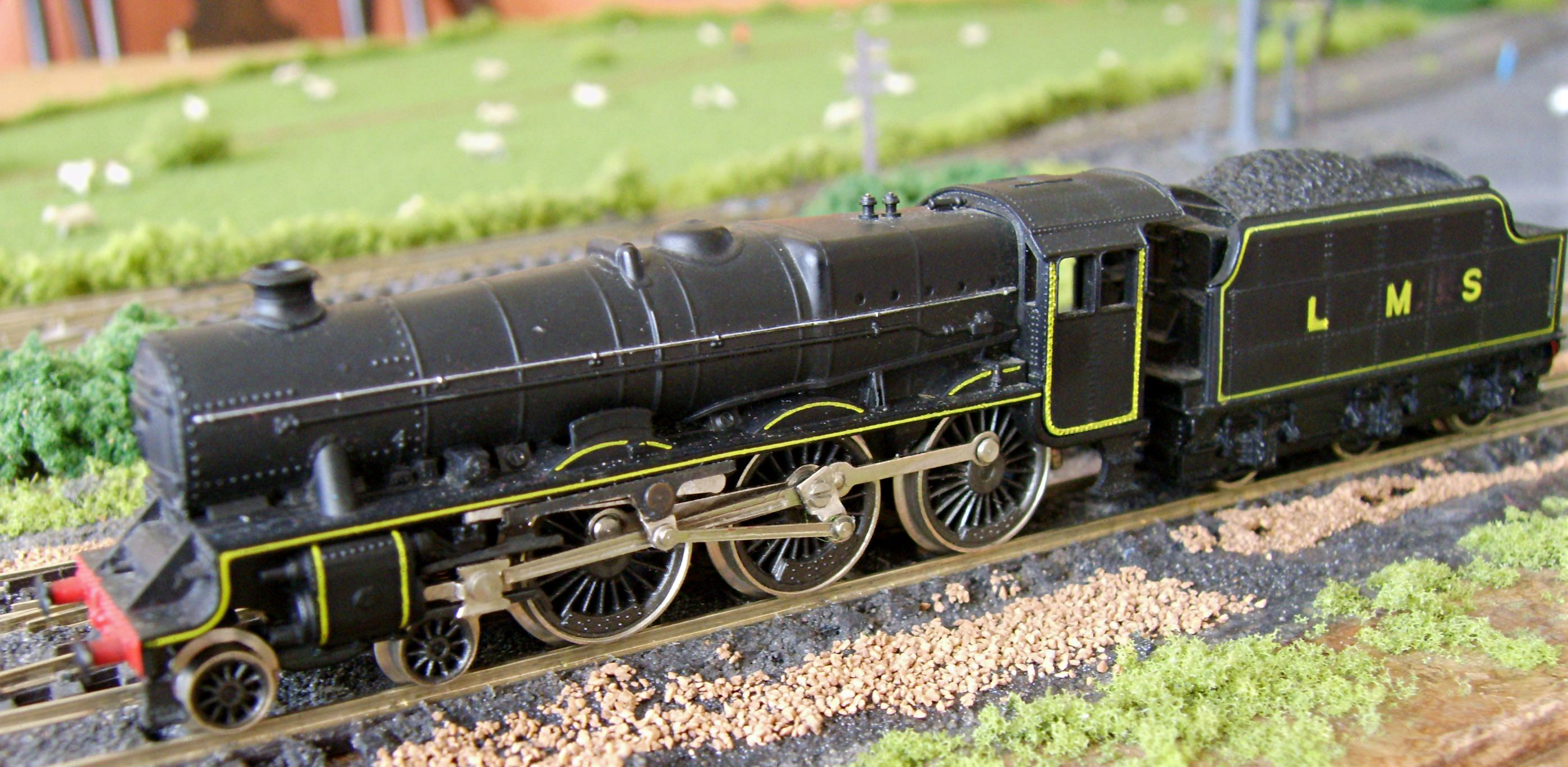
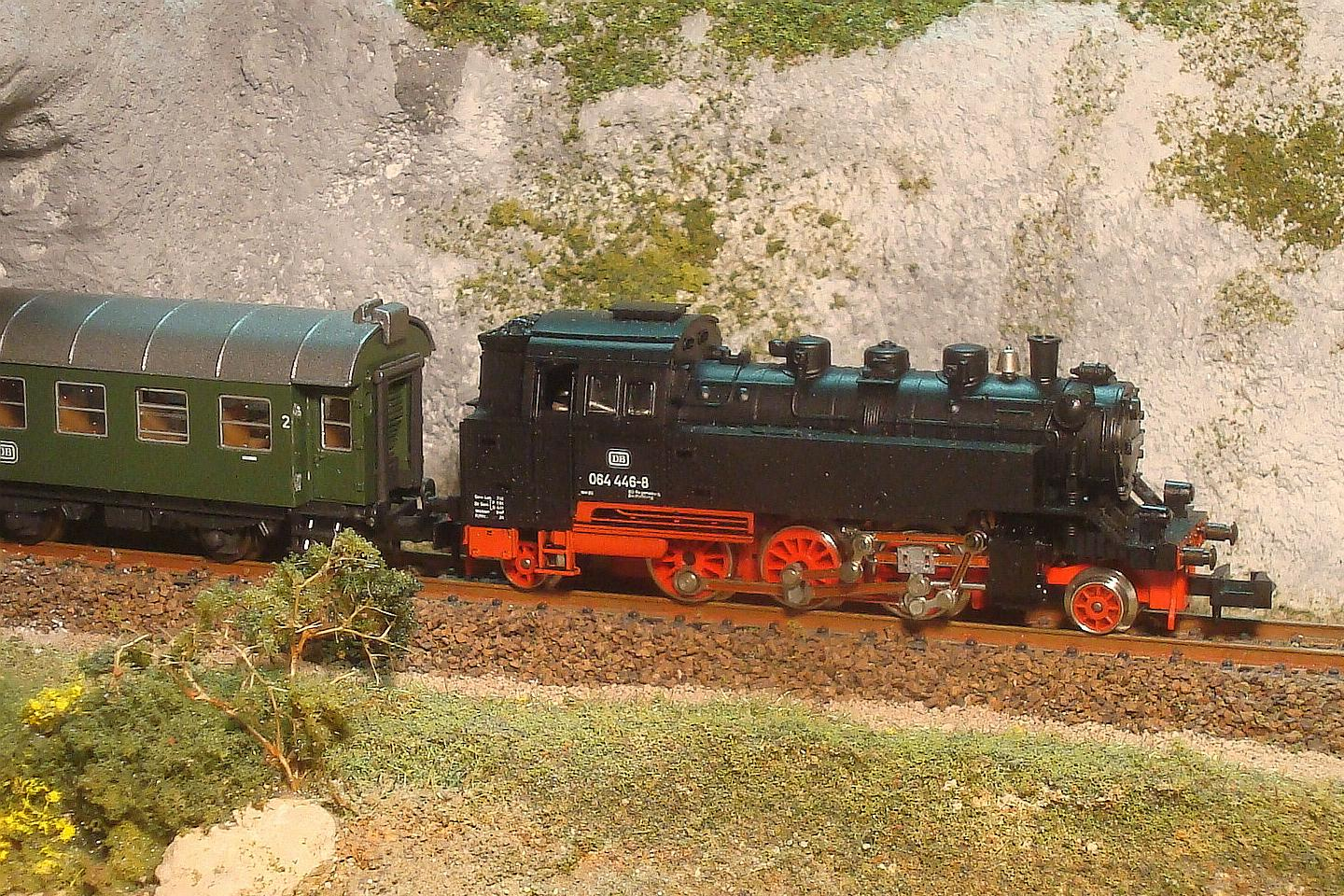
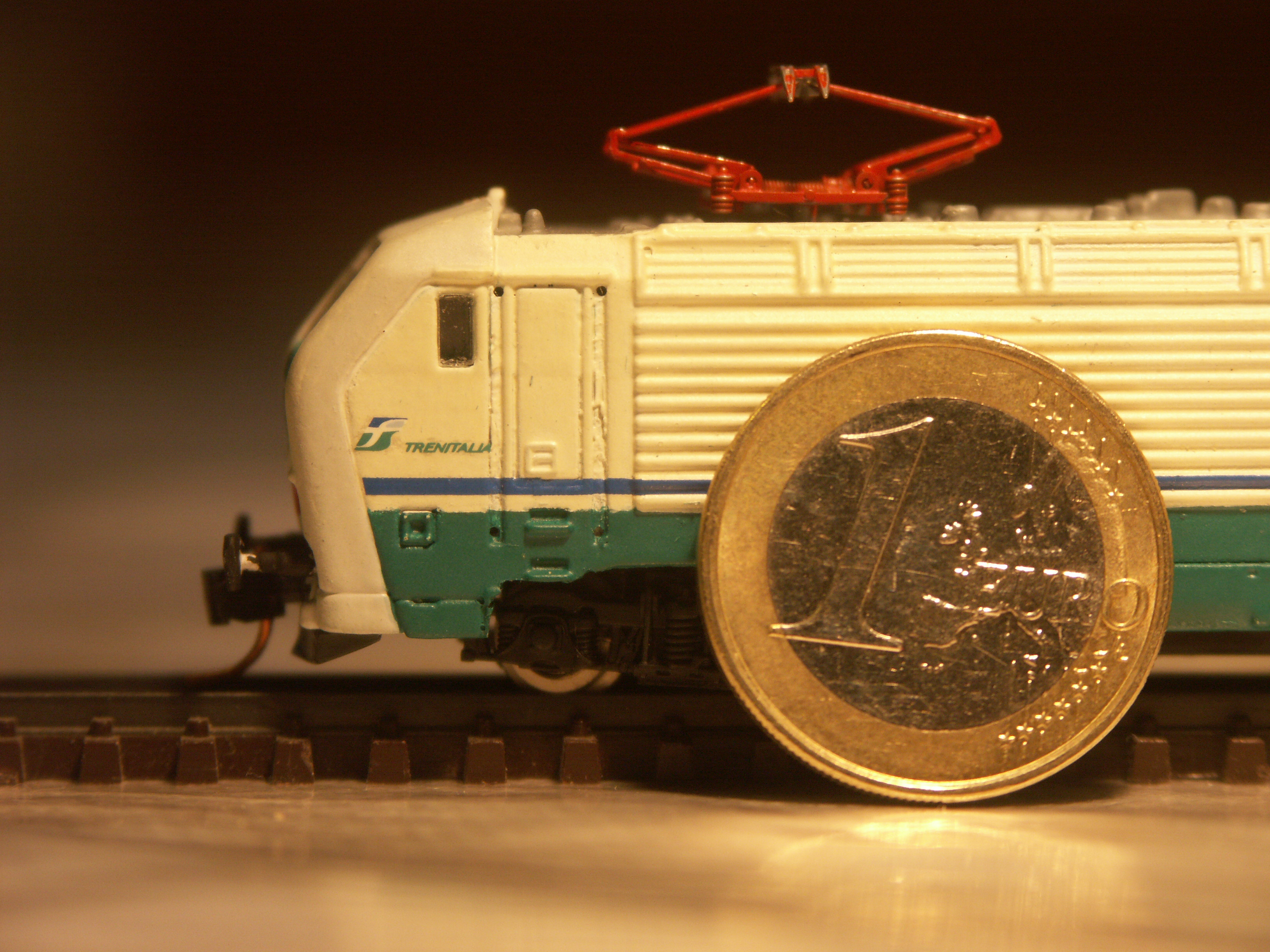
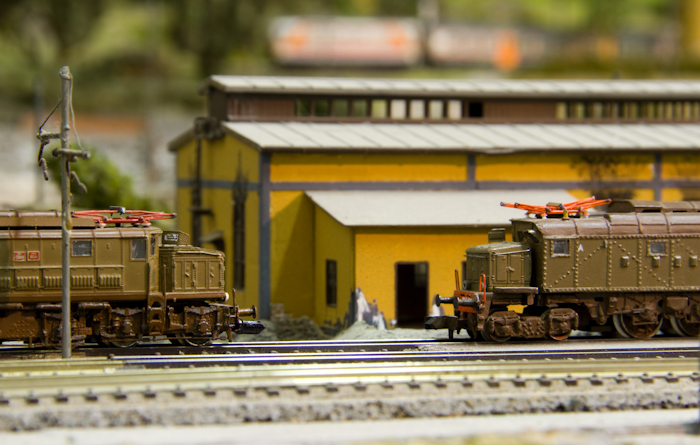
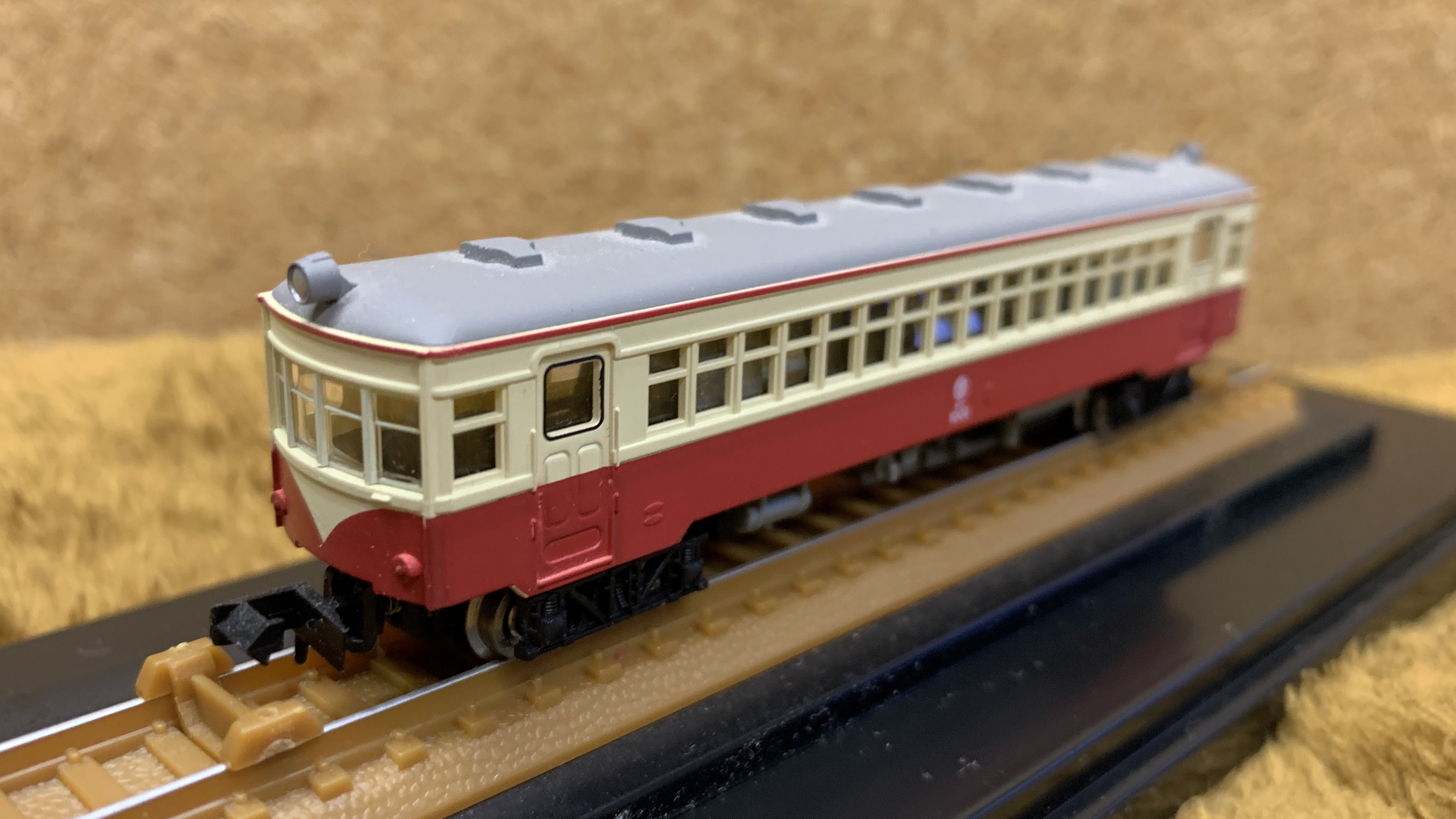
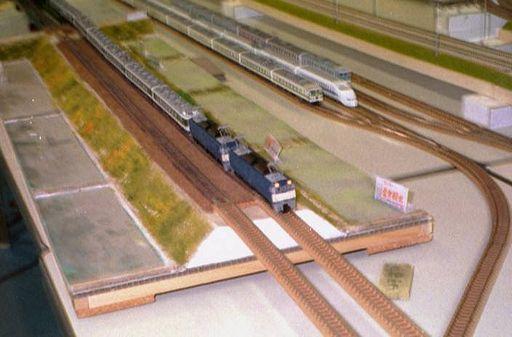
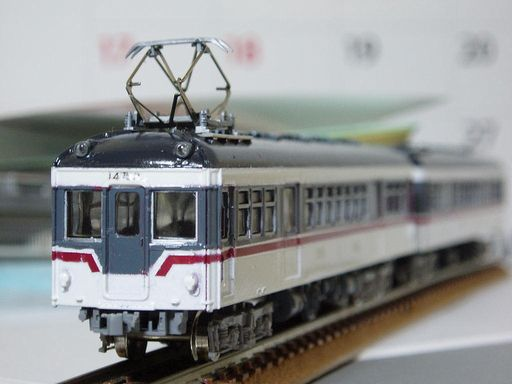
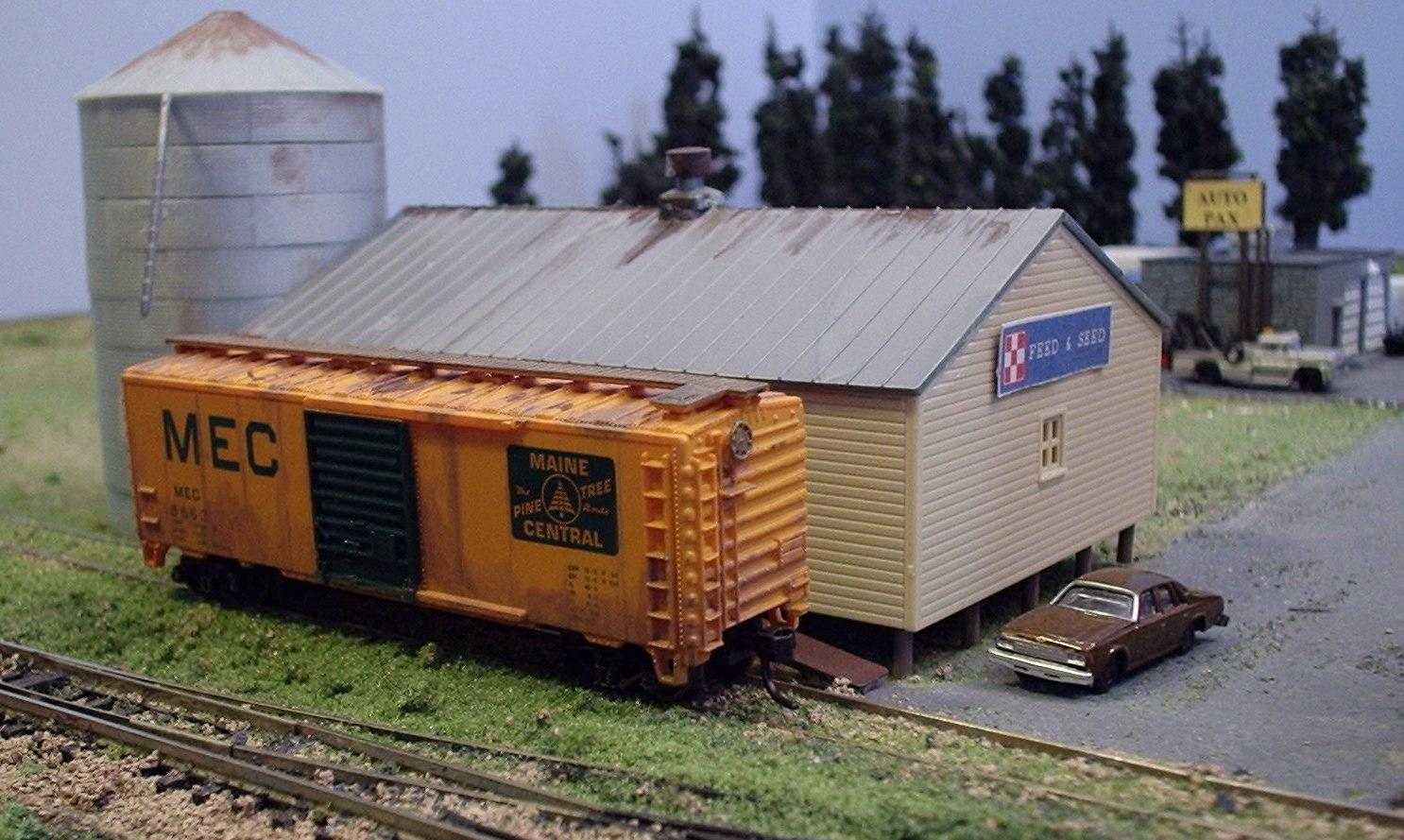